# Silvina D’Elía

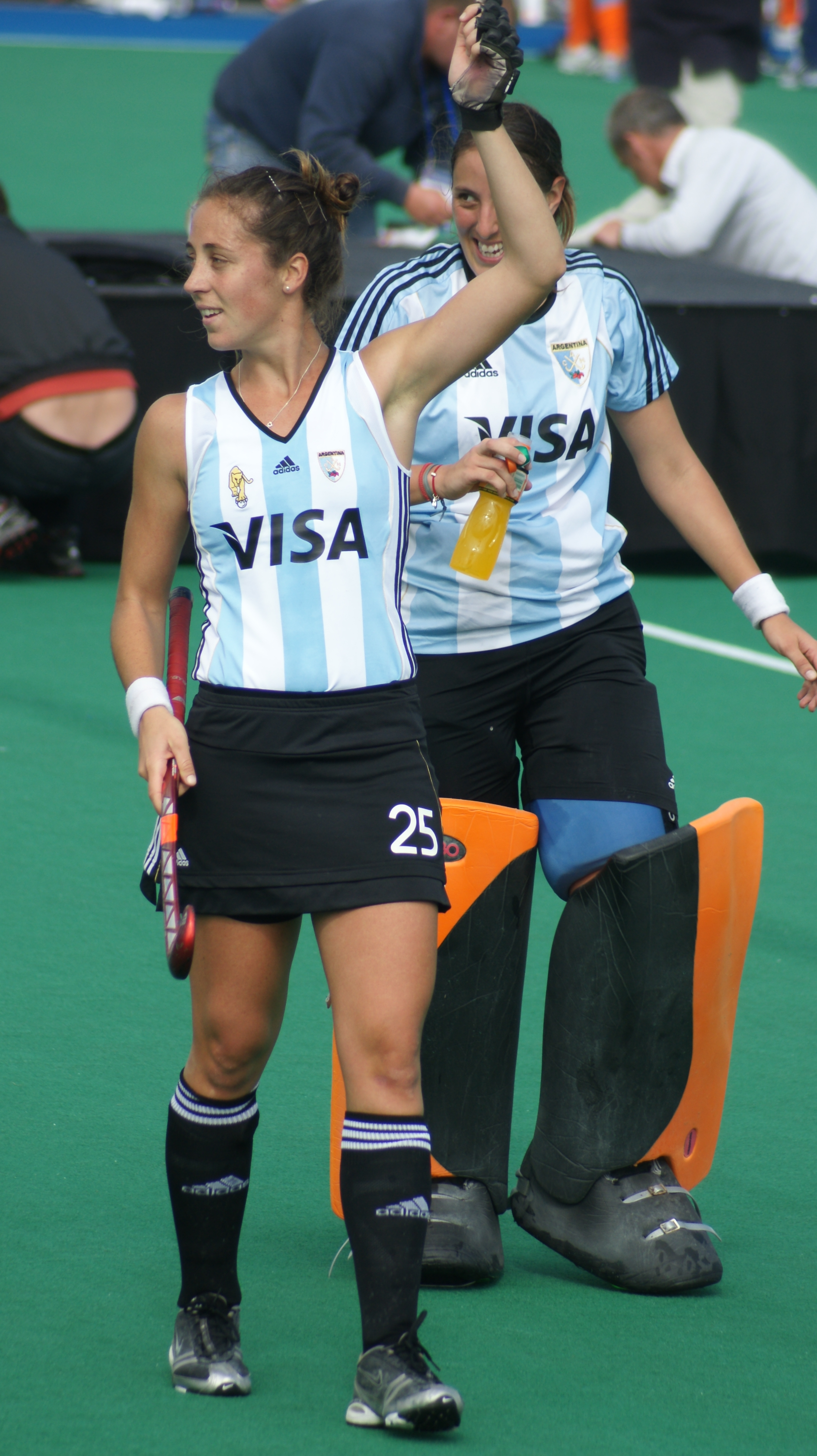
Silvina D’Elía (2010)

María Silvina D’Elía (* 25. April 1986 in Mendoza) ist eine argentinische Hockeyspielerin. Sie gewann mit der argentinischen Nationalmannschaft bei Olympischen Spielen eine Silbermedaille 2012 und war Weltmeisterin 2010 sowie Weltmeisterschaftsdritte 2014.

## Sportliche Karriere
Die 1,73 m große Defensivspielerin war von 2007 bis 2015 Mitglied der argentinischen Nationalmannschaft, nach vier Jahren Pause kehrte sie 2019/2020 ins Team zurück. Sie bestritt 254 Länderspiele, in denen sie 24 Tore erzielte.
Silvina D’Elía nahm 2005 an der Junioren-Weltmeisterschaft teil, die Argentinierinnen belegten dort den fünften Platz. Nach ihrem Debüt in der Nationalmannschaft 2007, benötigte D’Elía einige Zeit, bis sie sich als Stammspielerin etablieren konnte. So gehörte sie bei den Olympischen Spielen 2008 in Peking zwar zum Aufgebot, kam aber nicht zum Einsatz. Bei der Champions Trophy 2009, die von den Argentinierinnen gewonnen wurde, war sie erstmals in allen Spielen dabei. 2010 war Argentinien gastgebende Nation bei der Weltmeisterschaft in Rosario. Die Argentinische Mannschaft gewann alle fünf Spiele der Vorrunde. Im Halbfinale besiegten die Argentinierinnen die deutsche Mannschaft mit 2:1 und im Finale gewannen sie mit 3:1 gegen die Niederländerinnen.
2011 nahm Silvina D’Elía an den Panamerikanischen Spielen in Guadalajara teil, die Argentinierinnen unterlagen im Finale der Mannschaft aus den Vereinigten Staaten. Bei den Olympischen Spielen 2012 in London lagen nach der Vorrunde die Mannschaften aus Argentinien, Neuseeland und Australien nach Punkten gleichauf. Dank des besseren Torverhältnisses kamen die Argentinierinnen und die Neuseeländerinnen weiter. Im Halbfinale besiegten die Argentinierinnen die britische Mannschaft mit 2:1, im Finale unterlagen sie den Niederländerinnen mit 0:2. Im Vorrundenspiel gegen Südafrika hatte Silvina D’Elía aus einer Strafeckensituation ihr einziges Tor bei Olympischen Spielen erzielt.
Im Juni 2014 fand die Weltmeisterschaft in Den Haag statt. Die Argentinierinnen belegten in der Vorrunde den zweiten Platz hinter dem Team aus den Vereinigten Staaten. Im Halbfinale unterlagen die Argentinierinnen den Niederländerinnen mit 0:4, das Spiel um den dritten Platz gewannen sie mit 2:1 gegen das US-Team. Silvina D’Elía wirkte in allen sieben Spielen mit und erzielte in den ersten drei Gruppenspielen insgesamt vier Tore aus Strafecken. Im April 2015 beendete sie vorerst ihre Länderspielkarriere.
Im Januar 2019 kehrte Silvina D’Elía in die Nationalmannschaft zurück. Bei den Panamerikanischen Spielen 2019 gewannen die Argentinierinnen das Finale gegen die Mannschaft Kanadas. Silvina D’Elía erzielte im Turnierverlauf fünf Treffer aus Strafecken, darunter zwei im Finale. Bis zum Februar 2020 gehörte sie noch zur argentinischen Nationalmannschaft. Nach der Pause wegen der COVID-19-Pandemie kehrte sie nicht ins Nationalteam zurück.
Silvina D’Elía spielte auf Vereinsebene für den Club de Gimnasia y Esgrima in Buenos Aires.